# Noemi Cantele
Noemi Cantele (Varese, 17 luglio 1981) è un'ex ciclista su strada italiana, professionista dal 2002 al 2013. Nel 2009 è stata medaglia d'argento mondiale a cronometro e di bronzo in linea, mentre nel 2011 ha vinto il titolo italiano sia in linea che a cronometro..

## Carriera

### Gli esordi e il debutto da élite
Iniziò a gareggiare nel ciclismo nel 1993, dopo aver praticato a livello agonistico, con buoni risultati, sia nuoto che atletica. Tra le Esordienti e le Allieve corse per il Pedale Arcisatese, società del suo paese di origine, Arcisate. Passò poi nelle file della Ju Sport, squadra di Gorla Minore, per gareggiare nella categoria Juniores. Proprio tra le Juniores, nel 1999 a Zolder, ottenne il terzo posto in linea ai campionati del mondo di categoria. Nel 2000 vinse il Berner Rundfahrt, venne quindi convocata in Nazionale élite come riserva per i campionati del mondo di Plouay. Nel 2001, sempre con la Ju Sport, ottenne alcuni piazzamenti di rilievo in gare Open, tra cui il secondo posto nel Trofeo Alfredo Binda a Cittiglio, alle spalle di Nicole Brändli.
Debuttò tra le élite nel 2002 con la Acca Due O-Pasta Zara-Lorena Camicie, e in stagione riuscì ad aggiudicarsi una tappa all'Eko Tour Dookola Polski e una al Giro del Trentino, oltre al quarto posto nella prova in linea Under-23 ai campionati europei. Nel 2003, sempre in maglia Acca Due O, si classificò seconda al Gran Premio Brissago e nona nella gara in linea dei campionati italiani. In quegli anni entrò a far parte a tutti gli effetti della Nazionale italiana: ai campionati del mondo 2002 di Zolder dovette però ritirarsi per una caduta causata dallo scontro con il braccio di un tifoso che fotografava, stessa sorte ebbe nella gara in linea dell'edizione 2003 a Hamilton. Nel 2004 passò alla UCT Montebelluna. In stagione concluse quattordicesima al Giro delle Fiandre e terza al Trofeo Alfredo Binda, partecipò inoltre ai Giochi olimpici di Atene, concludendo tredicesima nella gara in linea, e ai campionati del mondo di Verona, terminando ventisettesima.

### 2005-2008: i primi anni al Team Bigla
Nel 2005 si trasferì al team svizzero Bigla, guidato dall'ex ciclista professionista Felice Puttini: proprio con questa squadra riuscirà a imporsi come una delle migliori cicliste italiane del periodo. Nel 2005 vinse due tappe all'Albstadt-Etappenrennen, si classificò seconda alla Vuelta a Castilla y León e infine si aggiudicò il Grand Prix de Plouay, valido come nona prova di Coppa del mondo; convocata per i campionati del mondo a Madrid, concluse la prova in linea al cinquantunesimo posto. Nel 2006 ottenne i migliori risultati nella seconda parte di stagione: dopo il nono posto finale al Giro d'Italia vinse infatti una frazione alla Route de France, una al Trophée d'Or e due, la prima e la quarta, al Giro della Toscana. Ai successivi campionati del mondo a Salisburgo confermò il buono stato di forma ottenendo il quarto posto in linea, miglior italiana.
Nel 2007 si aggiudicò, in marzo, il Gran Premio Brissago; si piazzò poi sesta ai campionati italiani in linea in Liguria, quattordicesima al Giro d'Italia, terza al Thüringen Rundfahrt e terza all'Open de Suède Vargarda, gara inserita nel calendario di Coppa del mondo. Come già l'anno prima, nella seconda parte di stagione colse diversi successi: una tappa e la classifica finale del Trophée d'Or, il Grand Prix de Plouay per la seconda volta (valido come ottava prova di Coppa) e due tappe e la classifica generale finale del Giro della Toscana. Ai successivi campionati del mondo di Stoccarda, nonostante una caduta a causa di una transenna spostata dal vento, concluse quinta (quarta dopo la squalifica della russa Svetlana Bubnenkova); in Coppa del mondo, grazie ai diversi piazzamenti, ottenne il quarto posto della graduatoria individuale finale.
Nella stagione 2008 gareggiò sempre in maglia Bigla. In primavera, dopo il quattordicesimo posto al Trofeo Alfredo Binda, prima gara di Coppa del mondo, ottenne la prima vittoria vincendo il Gran Premio Comuni di Riparbella e Montescudaio, gara del Trofeo Costa Etrusca, con un attacco a due chilometri dall'arrivo. In giugno corse la prova in linea dei campionati italiani a Sondrio: pur protagonista durante tutta la corsa, terminò solo al quinto posto. Al successivo Giro d'Italia lavorò come gregaria per la capitana Nicole Brändli, cogliendo comunque il quarto posto nel cronoprologo a Mantova; prese poi parte al Thüringen Rundfahrt, in cui, dopo essersi aggiudicata la terza tappa a Greiz, concluse in settima posizione. In estate venne convocata dal c.t. Edoardo Salvoldi per i Giochi olimpici di Pechino dove partecipò alla gara in linea, classificandosi quindicesima. Ai successivi campionati del mondo di Varese rimase fuori dalla fuga che decise la gara in linea, e pur tentando un recupero sulle fuggitive dovette accontentarsi del trentasettesimo posto finale.

### 2009: le due medaglie mondiali a Mendrisio
Apre la stagione 2009 in febbraio al Tour of Qatar, in cui coglie un decimo posto finale. Nello stesso mese conquista il secondo posto alla Omloop Het Nieuwsblad, seguito dalla vittoria, la seconda in carriera, al Gran Premio Brissago. Si classifica poi terza nel Gran Premio Comuni di Riparbella-Montescudaio e quarta nel Gran Premio Comuni di Santa Luce-Castellina, due delle tre gare del Trofeo Costa Etrusca. Giunta nelle migliori condizioni al Trofeo Alfredo Binda, primo evento di Coppa del mondo, non riesce a stare con le migliori e si classifica trentunesima. Una settimana più tardi, al Giro delle Fiandre, va all'attacco anche sul Muro di Grammont ma nella volata finale deve accontentarsi dell'ottava piazza. Nella quarta gara della Coppa del mondo, la Freccia Vallone, ottiene quindi un buon quinto posto sul muro di Huy.
Tra aprile e maggio corre la Gracia-Orlová: chiude al quarto posto la prima frazione, perde però terreno nella cronometro del terzo giorno e conclude al decimo posto della generale. Dopo il ritiro al Berner Rundfahrt, quinta gara di Coppa, chiude diciannovesima al Tour de l'Aude pur con due podi di tappa. In giugno coglie la seconda vittoria stagionale, alla Durango-Durango Emakumeen Saria, nei Paesi Baschi, mentre nella successiva Emakumeen Bira, dopo un buon inizio con due terzi posti di tappa, conclude al nono posto. Il 20 giugno a Imola si laurea campionessa italiana a cronometro, battendo la campionessa in carica Tatiana Guderzo. Nella gara in linea termina invece quarta, battuta nello sprint per il terzo posto da Giorgia Bronzini.
In luglio partecipa al Giro d'Italia. Dopo aver chiuso dodicesima nel cronoprologo è quinta nella prima tappa. Nella seconda cronometro conclude al sesto posto, ma inizia a soffrire di un dolore al ginocchio e nella terza tappa, con arrivo in salita sul Monte Serra, si stacca di 9'05" dalle migliori, uscendo di classifica. Nella quinta tappa, da Fossacesia a Cerro al Volturno, si rifà però conquistando il successo, il primo per lei al Giro, dopo essere rientrata nella fuga decisiva. Giunta ancora staccatissima nella sesta tappa, l'indomani si ritira dalla corsa. Tra fine luglio ed inizio agosto partecipa alle due gare dell'Open de Suède Vargarda, valide per la Coppa del mondo: nella cronometro a squadre è sesta con il suo Team Bigla, mentre nella gara in linea è decima; in settembre si aggiudica invece allo sprint la Giornata Rosa di Nove. Ai successivi campionati del mondo di Mendrisio fa sue quindi la medaglia d'argento a cronometro, dietro solo alla statunitense Kristin Armstrong, e la medaglia di bronzo in linea, preceduta dalla compagna Tatiana Guderzo e da Marianne Vos.
Al termine della stagione viene premiata, per la quinta volta consecutiva, con il "Varesino d'oro", riconoscimento assegnato ai migliori sportivi varesini della stagione. Nel ranking UCI conclude sesta, in quello di Coppa diciassettesima. A fine anno, con la dismissione del Team Bigla, annuncia il passaggio al Team HTC-Columbia.

### 2010-2011: HTC-Columbia e Garmin-Cervélo
Dopo la preparazione invernale svolta tra Maiorca e Varese, apre la stagione 2010 con la nuova squadra al Tour of Qatar. A fine marzo corre la gara di casa, il Trofeo Alfredo Binda (prima prova di Coppa del mondo), riuscendo a ottenere il quinto posto; conclude poi settima al Giro delle Fiandre, rimanendo con il gruppo delle migliori, tredicesima all'Univé Ronde van Drenthe e quindicesima alla Freccia Vallone. Tra giugno e luglio si classifica quindi terza ai campionati nazionali in Veneto e nella classifica generale della Thüringen Rundfahrt, mentre al Giro d'Italia non va oltre il quarantaseiesimo posto finale.
La prima vittoria del 2010 arriva in agosto, nella Classica Città di Padova, una corsa del calendario nazionale, seguita pochi giorni dopo dal bis alla Giornata Rosa di Nove, gara vinta già l'anno prima. In settembre vince anche la cronometro a squadre iniziale e la seconda tappa, quella con arrivo a Volterra, del Giro della Toscana, chiudendo la corsa al terzo posto della generale. Viene quindi convocata per la nona volta nella Nazionale élite per i campionati del mondo di Melbourne: durante la rassegna iridata prende parte sia alla cronometro che alla gara in linea, e si classifica rispettivamente dodicesima e ventiduesima.
Nel 2011 passa al team Garmin-Cervélo. In primavera si classifica sesta al Trofeo Alberto Vannucci, settima al Gran Premio Comuni di Santa Luce-Castellina e nona al Giro delle Fiandre, valido come seconda prova di Coppa del mondo. In giugno, dopo il quinto posto al Gran Premio Ciudad de Valladolid, anch'esso valido per la Coppa del mondo, partecipa ai campionati italiani in Sicilia, riuscendo a vincere, nell'arco di quattro giorni, sia la prova in linea a Milazzo, davanti alla compagna di fuga Tatiana Guderzo, che quella a cronometro a Paternò, in cui le prime battute sono Silvia Valsecchi e la stessa Guderzo. Con la doppia maglia tricolore sulle spalle non ottiene risultati al Giro d'Italia, successivamente si piazza invece quinta al Thüringen Rundfahrt e quindi terza, con il suo Team Garmin-Cervélo, nella cronometro a squadre dell'Open de Suède Vargarda. A fine anno è diciassettesima nella classifica di Coppa del mondo. Ai campionati del mondo di Copenaghen non va invece oltre il diciottesimo posto nella prova a cronometro (in linea conclude 63ª).

### 2012-2013: gli ultimi anni alla BePink
Nel 2012 si trasferisce tra le file del neonato team italiano BePink, diretto da Walter Zini.

## Palmarès
- 1998 (Juniores)

Campionato italiano, prova in linea juniores
- 1999 (Juniores)

Campionato italiano, prova in linea juniores
- 2000 (Ju Sport Gorla Minore, una vittoria)

Berner Rundfahrt
- 2002 (Acca Due O, due vittorie)

3ª tappa Eko Tour Dookola Polski
3ª tappa Giro del Trentino
- 2005 (Team Bigla, tre vittorie)

1ª tappa Albstadt-Etappenrennen (Pfeffingen > Pfeffingen)
4ª tappa Albstadt-Etappenrennen (Tailfingen > Tailfingen)
Grand Prix de Plouay
- 2006 (Bigla Cycling Team, quattro vittorie)

2ª tappa Route de France (Elbeuf > Argenteuil)
6ª tappa Trophée d'Or (Saint-Amand > Montrond)
1ª tappa Giro della Toscana-Memorial Fanini (Porcari > Montecarlo)
5ª tappa Giro della Toscana-Memorial Fanini (Quarrata > Firenze)
- 2007 (Bigla Cycling Team, otto vittorie)

Gran Premio Brissago
Grand Prix Raiffeisen
1ª tappa Trophée d'Or (Orval > Saint-Germain-du-Puy)
Classifica generale Trophée d'Or
Grand Prix de Plouay
2ª tappa Giro della Toscana-Memorial Fanini (Porcari > Montecarlo)
3ª tappa Giro della Toscana-Memorial Fanini (Lari > Volterra)
Classifica generale Giro della Toscana-Memorial Fanini
- 2008 (Bigla Cycling Team, due vittorie)

Gran Premio Comuni di Riparbella e Montescudaio
3ª tappa Thüringen Rundfahrt (Greiz > Greiz)
- 2009 (Bigla Cycling Team, cinque vittorie)

Gran Premio Brissago
Durango-Durango Emakumeen Saria
Campionati italiani, prova a cronometro (Imola)
5ª tappa Giro d'Italia (Fossacesia > Cerro al Volturno)
Giornata Rosa di Nove
- 2010 (HTC-Columbia, tre vittorie)

Classica Città di Padova
Giornata Rosa di Nove
3ª tappa Giro della Toscana-Memorial Fanini (Pontedera > Volterra)
- 2011 (Team Garmin-Cervélo, due vittorie)

Campionati italiani, prova in linea
Campionati italiani, prova a cronometro
- 2012 (BePink, quattro vittorie)

Gran Prix El Salvador
1ª tappa Vuelta El Salvador
Gran Premio della Liberazione
1ª tappa Giro del Trentino (Trento > Mezzolombardo)
- 2013 (BePink, quattro vittorie)

Grand Prix de Oriente
1ª tappa Vuelta El Salvador
4ª tappa Vuelta El Salvador
Classifica generale Vuelta El Salvador

### Altri successi
- 2009 (Bigla Cycling Team)

1ª tappa Giro della Toscana-Memorial Fanini (Cronosquadre Viareggio)
- 2010 (HTC-Columbia)

1ª tappa Giro della Toscana-Memorial Fanini (Cronosquadre Viareggio)
- 2013 (BePink)

2ª tappa Vuelta El Salvador (cronosquadre)

## Piazzamenti

### Grandi Giri
- Giro Donne

2003: 48ª
2004: ritirata
2005: 24ª
2006: 9ª
2007: 15ª
2008: 20ª
2009: ritirata
2010: 46ª
2011: 36ª
2012: 17ª

### Competizioni mondiali
- Coppa del mondo

2004: 66ª (7 punti)
2005: 14ª (75 punti)
2006: 55ª (23 punti)
2007: 4ª (152 punti)
2008: 41ª (35 punti)
2009: 17ª (71 punti)
2010: 17ª (62 punti)
2011: 17ª (67 punti)
2012: 42ª (24 punti)
2013: 41ª (22 punti)
- Campionati del mondo

Valkenburg 1998 - In linea Juniores: 31ª
Verona 1999 - In linea Juniores: 3ª
Zolder 2002 - In linea Elite: ritirata
Hamilton 2003 - In linea Elite: ritirata
Verona 2004 - In linea Elite: 27ª
Madrid 2005 - In linea Elite: 51ª
Salisburgo 2006 - In linea Elite: 4ª
Stoccarda 2007 - In linea Elite: 4ª
Varese 2008 - In linea Elite: 37ª
Mendrisio 2009 - Cronometro Elite: 2ª
Mendrisio 2009 - In linea Elite: 3ª
Melbourne 2010 - Cronometro Elite: 12ª
Melbourne 2010 - In linea Elite: 22ª
Copenaghen 2011 - Cronometro Elite: 18ª
Copenaghen 2011 - In linea Elite: 63ª
Limburgo 2012 - Cronosquadre: 6ª
Limburgo 2012 - In linea Elite: 74ª
Toscana 2013 - Cronosquadre: 11ª
Toscana 2013 - In linea Elite: ritirata
- Giochi olimpici

Atene 2004 - In linea: 13ª
Pechino 2008 - In linea: 15ª
Londra 2012 - In linea: 34ª
Londra 2012 - Cronometro: 22ª

## Riconoscimenti
- Oscar TuttoBici juniores nel 1999
- Oscar TuttoBici élite nel 2009
- Premio Italia donne nel 2007 e 2009